# Теракты в Каркасоне и Требе
23 марта 2018 года произошла серия исламистских терактов в городах Каркасон и Треб на юге Франции. Их совершил Редуан Лакдим, 25-летний французский гражданин марокканского происхождения (род. 11 апреля 1992 года в Тазе, Марокко), присягнувший на верность Исламскому государству. Были убиты 4 человека и ранены ещё 15; сам террорист также погиб. Он требовал освобождения Салаха Абдеслама, единственного выжившего подозреваемого в терактах в Париже в 13 ноября 2015 года.

## Контекст
Начиная с 2015 года, страны Европы стали мишенью для многочисленных терактов исламистов, в первую очередь ИГ. Франция — европейская страна, наиболее пострадавшая от атак, спонсируемых или вдохновленных ИГ: с начала 2015 года по март 2018 года было совершено 11 таких терактов, в результате которых погибло 245 человек; к ним, согласно подсчету интернет-издания Mediapart, следует добавить ещё 17 неудачных и 50 сорванных нападений. Согласно исследованию Центра анализа терроризма, только в 2017 году во Франции произошло 5 терактов, 6 попыток теракта и 20 случаев планирования терактов. С 2001 года в Европе в результате терактов погибло около 2400 человек.

## События
Редуан Лакдим, гражданин Марокко, получивший французское гражданство в 2004 году, проживал со своей семьей в пригороде Озанам возле Каркасона и ранее был осуждён на небольшие сроки за ношение незаконного оружия, употребление наркотиков и неповиновение полиции. Утром 23 марта 2018 года, в 10:13, на автостоянке Aigles de la Cité в Каркасоне он угнал автомобиль Opel Corsa, тяжело ранив выстрелом голову водителя Ренато Сильва, 25-летнего португальца, и убив пассажира, 60-летнего Жана Мазьера, также выстрелом в голову. Террорист утверждал позднее, что напал на них, сочтя их гомосексуалами. Затем он ждал возле казармы 3-го парашютно-десантного полка морской пехоты с целью напасть на солдат, но, поскольку никто не выходил из казармы, он решил напасть на группу из четырёх полицейских, заканчивавших пробежку и возвращавшихся в свои казармы. Выстрелив шесть раз, Лакдим серьёзно ранил одного из них, 43-летнего мужчину из Марселя.
В 10:38 террорист припарковал угнанный Opel Corsa у супермаркета Super U, расположенного в Требе, в 8 км от места первого теракта, и вошёл в супермаркет, где в тот момент находилось около 50 человек. Затем он крикнул «Аллаху Акбар» и застрелил в упор 50-летнего мясника Кристиана Медвеса, а также 65-летнего посетителя Эрве Сосна. Части людей удалось бежать или спрятаться в холодильной камере. Террорист пытался применить взрывное устройство, но оно не сработало. После этого он взял в заложники оставшихся посетителей, которым приказал лежать, а также продавщицу. По приказу террориста она позвонила в полицейский участок, сообщив о захвате заложников членом ИГ, требующим освобождения Салаха Абдеслама.
Сотни полицейских и жандармов быстро прибыли, оцепили территорию и помогли эвакуировать людей. Они обнаружили, что Лакдим держит нескольких заложников, в том числе женщину, которую он использовал в качестве живого щита. Антитеррористическое подразделение GIGN заняло позиции возле супермаркета, куда также прибыл министр внутренних дел Жерар Коллон. Лакдим потребовал освобождения Салаха Абдеслама, главного подозреваемого в терактах в Париже в ноябре 2015 года. Во время противостояния он ненадолго выходил супермаркета, угрожая «всё взорвать». Полиция безуспешно привлекала мать и двух сестер Лакдима для переговоров.
Полиция смогла договориться с Лакдимом об освобождении большинства заложников, а место последней заложницы предложил занять Арно Бельтраме, 44-летний подполковник Национальной жандармерии, на что Лакдим согласился. Бельтраме положил свой мобильный телефон на стол внутри с открытой телефонной линией, чтобы полиция снаружи могла его слушать. Через 3 часа Бельтраме попытался обезоружить Лакдима и закричал: «Вперёд! Вперёд!» достаточно громко, чтобы быть услышанным по телефону. Бельтраме получил три или четыре пули, а также смертельное ножевое ранение, оперативники GIGN ворвались в супермаркет в 14:40 и вступили в перестрелку с нападавшим, застрелив его в течение двух минут. Двое из них были ранены. Бельтраме позже скончался в больнице от полученных ран.

## Последствия
В результате нападений и захвата заложников погибли 5 человек, включая самого террориста, и ещё 15 человек получили ранения.
В тот же день, в 19:00, подруга Лакдима и неназванный «друг» были арестованы для допроса.
19 октября 2018 года французские власти официально предъявили обвинения трем лицам в связи с действиями Лакдима.

## Реакции

### Франция
Президент Макрон заявил, что Арно Бельтрам пал как герой и проявил исключительное мужество перед лицом акта «исламистского терроризма».
Имя Бельтрама было самым популярным хэштегом во французском Twitter в утро его смерти во Франции и других странах мира. Станции жандармерии по всей Франции приспустили флаги в его честь, а Президентский дворец в Елисейском дворце объявил, что ему будет отдана национальная дань уважения.

### Великобритания
В своей речи в парламенте премьер-министр Тереза Мэй выразила соболезнования жертвам теракта и сравнила Арно Бельтрама с британским констеблем Китом Палмером, погибшим, охраняя здание дворца парламента при теракте в Лондоне в 2017 году. Она осудила нападение как «трусливое» и заявила, что Соединённое Королевство «солидарно с нашими друзьями и союзниками во Франции, как и они всегда поддерживают нас».

### Израиль
Премьер-министр Биньямин Нетаньяху осудил нападение, выразил соболезнования и сказал: «Цивилизованный мир должен объединиться и работать вместе, чтобы победить терроризм». Президент Реувен Ривлин также осудил нападение, заявив: «Весь свободный мир должен объединиться и твердо противостоять террору: в Иерусалиме, во Франции и во всем мире».

### Канада
Премьер-министр Джастин Трюдо выступил с заявлением об осуждении и солидарности с терроризмом и выразил соболезнования от имени своих граждан друзьям и семьям жертв.

### США
Президент Дональд Трамп опубликовал в Твиттере заявление, в котором осудил «насильственные действия нападавшего и всех, кто окажет ему поддержку». Он заявил: «Мы с тобой, @EmmanuelMacron!».